# Gastrični inhibitorni polipeptid
Gastrični inhibitorni polipeptid (GIP, glukozno zavistan insulinotropni peptid) je član sekretinske familije hormona.
GIP, zajedno sa glukagonu sličnim peptidom 1 (GLP-1), pripada klasi molekula koji se nazivaju inkretinima.

## Sinteza i transport
se formira iz 153 aminokiselina dugog proproteina kodiranog GIP genom i cirkuliše kao biološki aktivan 42 aminokiseline dug peptid. GIP sintetišu K ćelije, koji su prisutne u sluzokoži dvanaestopalačnog creva i jejunumu gastrointestinalnog trakta. 
Poput svih endokrinih hormona, on se transportuje putem krvi. 
Receptor gastričnog inhibitornog polipeptida je sedam-transmembranski protein nađen u beta ćelijama u pancreasu.

## Spoljašnje veze
- Gastric+inhibitory+polypeptide на 
- Gastric+inhibitory+polypeptide u rečniku
- Архивирано на веб-сајту  (6. децембар 2007)